# Vigilius Erichsen
Vigilius Erichsen ou Eriksen est un peintre danois né le 2 septembre 1722 à Copenhague, mort le 25 mai 1782 à Rungstedlund.
Élève du peintre de portraits Johann Salomon Wahl, il pratiqua son art principalement en Russie.

## Œuvres
Danemark
- Copenhague
  - Statens Museum for Kunst, Portrait de la reine Juliane-Marie de Brunswick, 1776 ;
  - Collection David (en), Le grand duc Paul, futur Paul Ier, 1764 ;
  - Château de Rosenborg, Portrait de la reine Juliane Marie.

France
- Chartres, musée des Beaux-Arts, Portait équestre de la tsarine Catherine II, en uniforme d'officier (régiment Préobrajensky), huile sur toile, 99 × 91 cm (inv. 58.1.2)[2] ;
- Paris, musée du Louvre, Portrait de Catherine II, impératrice de Russie, à la quarantaine, miniature sur vélin, 0,047 × 0,039, don de Félix Doisteau en 1909, INV. RF 4313, recto.

Pays-Bas
- Amsterdam, Rijksmuseum, Portrait de Catherine II, impératrice de Russie, huile sur toile, 0,62 × 0,48.

Royaume-Uni
- Glasgow, Kelvingrove Art Gallery and Museum, (d'après V. Erichsen) Portrait du Prince Paul de Russie, huile sur toile, 0,59.7 × 0,46; Don Euing 1874, tout d'abord attribué à Jean-Jacques Lagrenée, identifié comme d'après V. Erichsen, en 1967, l'original est dans la collection David à Copenhague.

Russie
- Saint-Pétersbourg, Ermitage, Catherine II devant un miroir[a] ;
- Tsarskoïe Selo, Palais Catherine, Portrait équestre de la tsarine Catherine II,en uniforme d'officier du régiment Préobrajenski, 1762.

Le Portrait équestre de Catherine II a fait couler beaucoup d'encre, car on y voit l'impératrice en pantalon montant en selle comme un homme et non en amazone.

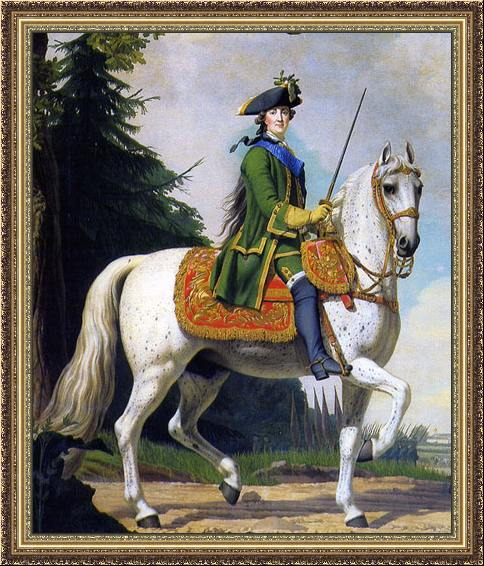
Portrait équestre de Catherine II, Palais Catherine, 1762.
La reine Juliane-Marie de Brunswick, 1776, Statens Museum for Kunst.
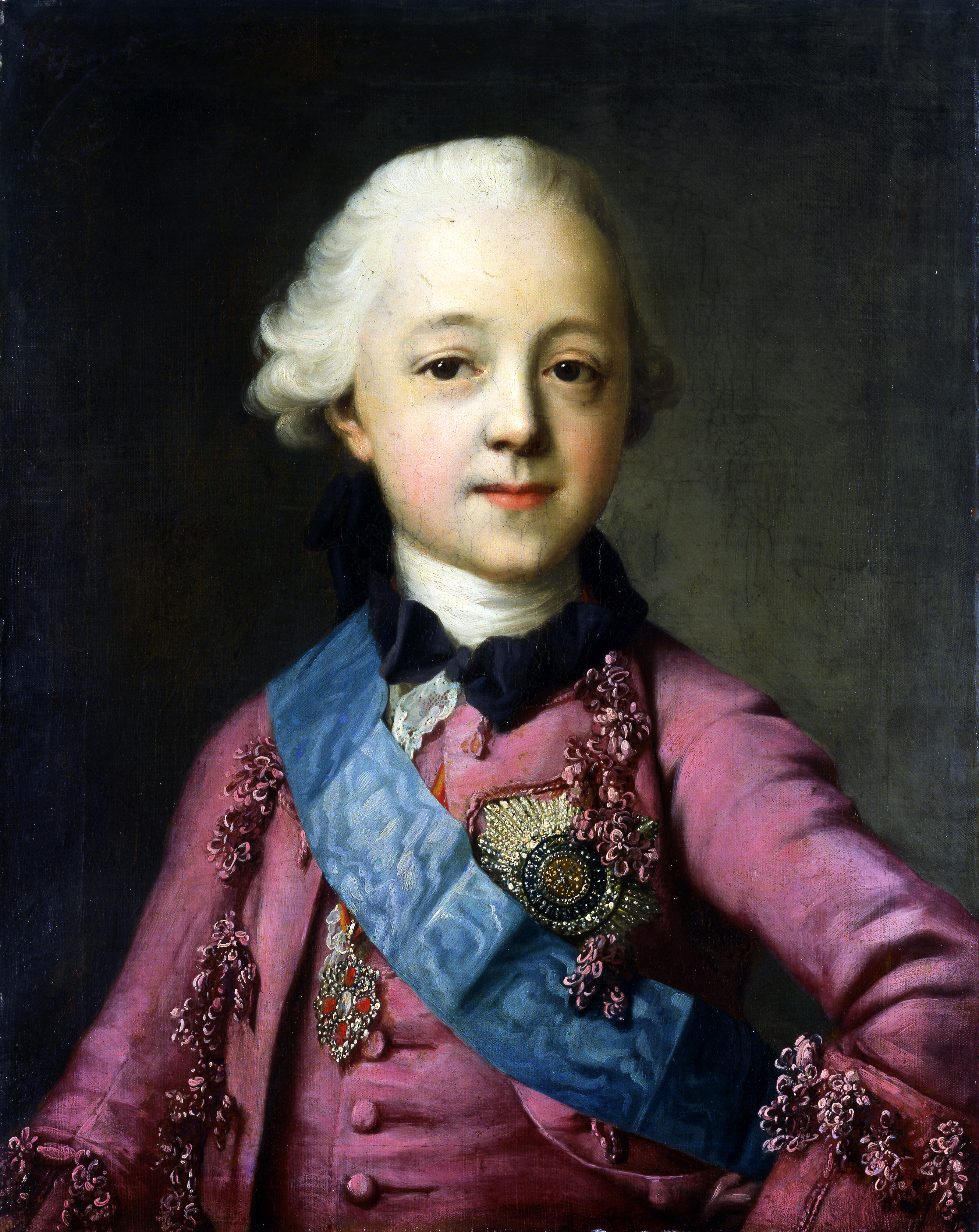
Le grand duc Paul, futur tsar Paul Ier.
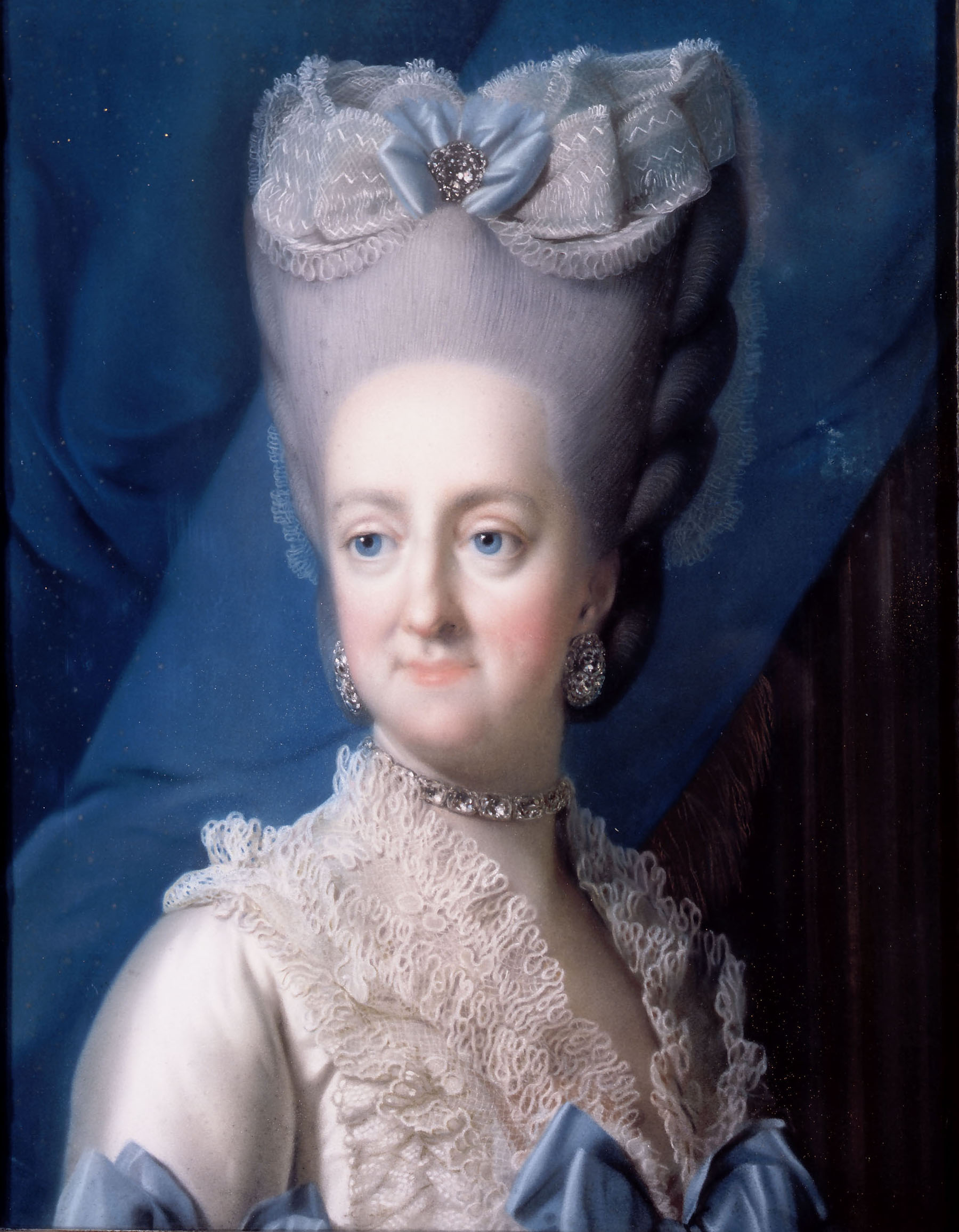
Portrait de la reine Juliane Marie, château de Rosenborg.
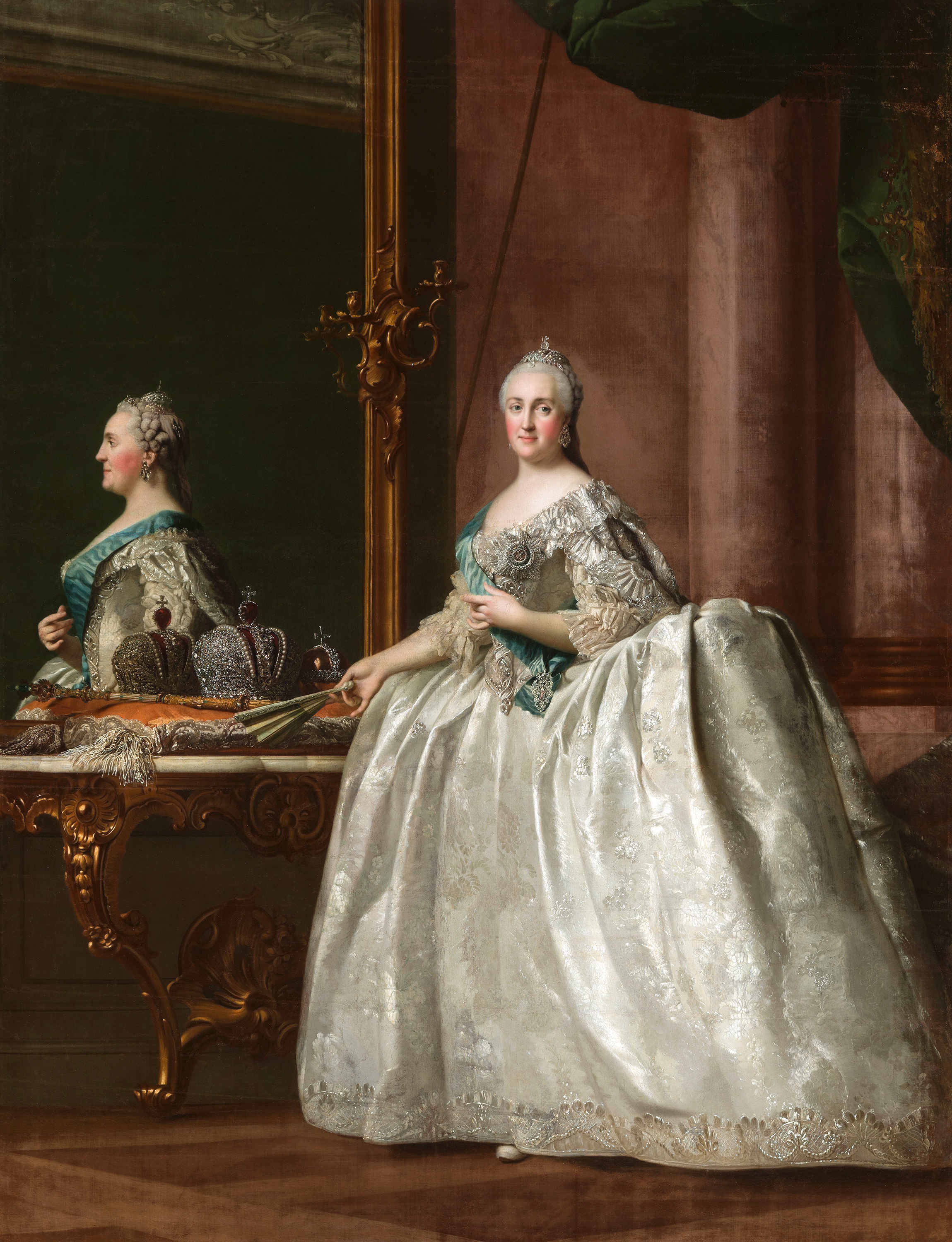
Catherine II devant un miroir.

## Exposition
- Paris, Jeu de Paume, 1928, L'art danois, (un  Portrait de la reine Juliane-Marie).

## Sources
- Site Joconde (recherche sous le nom Vigilius Erichsen).
- Site Europeana (même recherche)
- (en) Site BBC Your Paintings (même recherche)
- (da) Site Kunst Indeks Danmark (base de données des musées danois) : liste des 17 œuvres dans les musées du Danemark.